# Wanutengah
Wanutengah is een bestuurslaag in het regentschap Temanggung van de provincie Midden-Java, Indonesië. Wanutengah telt 2566 inwoners (volkstelling 2010).